# Caupolicán Boisset
Caupolicán Eduardo Boisset Mujica (1932) es un exmilitar e ingeniero aeronáutico chileno, con rango de general de Aviación. Se desempeñó como ministro de Transportes y Telecomunicaciones durante la dictadura militar del general Augusto Pinochet, desde 1979 hasta 1983. En 2017 recibió el «Premio Colegio de Ingenieros» —categoría Persona Natural— por su trayectoria como ingeniero aeronáutico.

## Estudios y trayectoria pública
Es ingeniero aeronáutico de la Academia Politécnica Aeronáutica de la Fuerza Aérea de Chile (FACh), además es piloto de aeronaves, planeadores e instructor en motores Jet y convencionales.
Se ha desempeñado como profesor de aerodinámica en la Escuela de Aviación y en Escuela Táctica de pilotos, ambas de la FACh. También imparte cursos de aerodinámica a los pilotos de la Escuela de vuelo sin Motor (planeadores).
Públicamente, ejerció como gerente general de la Empresa Nacional del Petróleo (ENAP), y ministro de Transportes y Telecomunicaciones, ambos durante el régimen militar del general Augusto Pinochet. Paralelamente, en su rango de general de Aviación en la FACh; fue comandante del comando logístico de dicha rama militar, en el mismo periodo. Bajo su mandato se creó la «Villa las Estrellas» en la Base Área Presidente Eduardo Frei Montalva. También fungió como presidente de la Empresa Nacional de Aeronáutica (ENAER).